# Laurits Munch-Petersen
Pour les articles homonymes, voir Munch et Petersen.
Laurits Munch-Petersen, né le 19 juillet 1973 sur l'île de Bornholm, au Danemark, est un réalisateur, scénariste et acteur danois.
Son film de fin d'études Mellem os (da) (2003) a remporté treize prix internationaux, dont l'Oscar du meilleur film étranger — un Student Academy Awards (en) — et est ainsi devenu le film de fin d'études le plus primé de l'histoire de l'école de cinéma.

## Biographie
Laurits Munch-Petersen est diplômé de la filière réalisateur de la Danish Film School en 2003. 
En 2021, son long métrage Ambulancen (da) a connu un remake sous le même titre (Ambulance) avec Michael Bay comme réalisateur et Jake Gyllenhaal dans le rôle principal. Le film a sa première mondiale le 8 avril 2022.

## Filmographie
- 1993 : A woman in every town (da)  (court métrage)
- 1994 : Lisas dag (da)  (court métrage)
- 1996 : Cirklen (da)  (court métrage)
- 1997 : One Year (da)  (court métrage)
- 1998 : It's a Game (da)  (court métrage)
- 1998 : Tempo (da)  (court métrage)
- 1999 : Janes drøm  (film documentaire)
- 2001 : Tre på en motorcykel (da)  (court métrage)
- 2001 : Den gode søn (da)  (court métrage)
- 2002 : Livshunger  (comme acteur)
- 2003 : Mellem os (da)  (court métrage, lauréat d'un Oscar)
- 2005 : Ambulancen (da)
- 2008 : Forførerens fald (da)  (film documentaire)
- 2009 : Skynd dig hjem (da)  (film documentaire)
- 2010 : De 7 drab (da)  (série documentaire dramatique en sept parties)
- 2012 : Over kanten (da)
- 2015 : Skyggen af en helt (da)  (film documentaire)
- 2017 : Delfinen (da)  (court métrage)
- 2018 : På tur med far  (série télévisée)
- 2022 : Ambulance (scénariste)

## Récompenses et distinctions
- (en) Laurits Munch-Petersen: Awards, sur l'Internet Movie Database